# Mainichi Designpreis
Der Mainichi Designpreis (japanisch: 毎日デザイン賞, Mainichi Dezain Shō) ist eine jährlich verliehene Auszeichnung für herausragende japanische Designer. Er wird von der japanischen Zeitschrift Mainichi Shimbun gesponsert und gilt als Japans prestigeträchtigste Auszeichnung für Design.

## Geschichte
Ursprünglich wurde der Preis 1952 als New Japan Design Competition ins Leben gerufen. 1955 wurde der Preis in den Mainichi Industrial Design Award umbenannt, wurde aber auch Mainichi Commercial Design Award genannt. Seit 1976 heißt der Preis Mainichi Design Prize. Mit dem Preis werden Einzelpersonen, Gruppen und Organisationen ausgezeichnet, die herausragende Arbeiten im Bereich von Grafik, Innenarchitektur, Kunsthandwerk, Mode, Electronic Media Design, Architektur- und Umweltdesign geleistet haben.
Durch ihn wurden zahlreiche wichtiger Designer der Nachkriegszeit gefördert. Zuletzt wurde 2021 Tsuyoshi Tane ausgezeichnet, als Architekt, der Design entwickelt, „das unsichtbare Erinnerungen in gesunden Menschenverstand verwandelt“. Gleichzeitig mit ihm wurde der 99-jährige Sayaro Yunoki geehrt, der als Färber und Textildesigner international berühmt wurde und an der Joshibijutsu Daigaku, einer privaten Kunsthochschule für Frauen, Professor und Präsident war.

## Preisvergabe
Der Preis beinhaltet eine Urkunde, eine Medaille und eine Million Yen als Preisgeld.

## Preisträger (Auswahl)
Einige Preisträger seien hier aufgelistet:
- 1962: Hozumi Akita, Industriedesigner
- 1964 und 1994: Mitsuo Katsui, Grafikdesigner
- 1954, 1966 und 1973: Ikko Tanaka
- 1972: Shiro Kuramata, Möbeldesigner
- 1977: Issey Miyake, Modeschöpfer
- 1985: Tishiyuki Kita, Möbeldesigner
- 1986: Masayuki Kurokawa, Innenarchitekt, und Shigeo Fukuda, Grafikdesigner
- 1987: Shigeru Uchida, Innenarchitekt, Möbel- und Lichtdesigner
- 1991: Motomi Kawakami, Möbeldesigner
- 2002: John Maeda, Grafikdesigner
- 2011: Fumie Shibata, Produktdesigner, und Kazunari Hattori, Grafikdesigner[5]
- 2016: Daito Manabe mit Künstlergruppe Rhizomatiks, Medienkünstler[6]
- 2018: Yoshio Nakamura, „Die Perspektive und der Ausdruck von 'Ich sehe'“ und Nobuhiro Yamaguchi + Origata Design Institut, „Design falten“
- 2019: Haruka Misawa und Yuni Yoshida
- 2020: Yasutsugu Horibe, „Architektur, die man nur schwer verlassen kann“
- 2021: Tsuyoshi Tane, Architekt „Design, das unsichtbare Erinnerungen alltäglich macht“[7] und Sayaro Yunoki, Textildesigner, „Es ist immer neu und aufregend“[3]
- 2022: Ichiro Iwasaki, Produktdesigner, „Design als Säule des Unternehmens“
- 2023: Shōhei Shigematsu, Architekt, „Vernünftiger Globalismus“[8]